# 鷲尾伶菜
鷲尾 伶菜（わしお れいな、1994年1月20日 - ）は、日本の歌手。Flower、E-girlsの元メンバー。
佐賀県唐津市出身。身長160cm。血液型O型。

## 略歴
2009年、高校1年からEXPG福岡校に通う。高校は1年で中退した。
2011年、「VOCAL BATTLE AUDITION 3」のボーカル部門に合格し、Flower、E-girlsに加入する。
2020年、「伶」名義でソロプロジェクト始動。
2023年12月31日、同日をもって所属事務所LDH JAPANを退社し、所属レーベルをSony MusicからLDH Recordsへ移籍することを発表した。
2025年3月3日、独立後初の楽曲「正解」を「鷲尾伶菜」名義で配信リリース。

## 人物
- 一人っ子である[7]。実家は美容室[8]。
- ピアノを8年習っていた[9]。
- 2014年にm-floのツアーに参加した際[10]、同じくゲストとして参加していた歌手のMACOと親しくなった。2人は"わしまこ"と呼ばれ、2018年にはMACOのベストアルバム収録曲でコラボレーションを果たした[11]。

## 作品

### 配信限定シングル
| 配信日               | タイトル                                | オリコン |
| -------------------- | --------------------------------------- | -------- |
| 2020年10月2日        | Call Me Sick                            | 19位     |
| 2020年10月2日        | こんな世界にしたのは誰だ                | 33位     |
| 2021年6月9日         | キミとならいいよ。                      | 39位     |
| 2021年11月17日       | 宝石 feat. 幾田りら                     | 24位     |
| 2021年12月21日       | エンカウント feat. 笹川真生             |          |
| 2023年1月18日        | 強く儚い者たち (feat. Tokimeki Records) |          |
| 2023年2月15日        | So Addictive                            | 32位     |
| THE FIRST TAKE MUSIC |                                         |          |
| 2020年11月18日       | 白雪姫 - From THE FIRST TAKE            |          |
| 2021年11月16日       | Call Me Sick - From THE FIRST TAKE      |          |

| 配信日        | タイトル | オリコン |
| ------------- | -------- | -------- |
| 2025年3月3日  | 正解     |          |
| 2025年7月10日 | DiZZY    |          |

### アルバム
| 発売日         | タイトル        |         |
| 伶 名義        | 伶 名義         | 伶 名義 |
| -------------- | --------------- | ------- |
| 2022年4月13日  | Just Wanna Sing |         |
| 鷲尾伶菜 名義  |                 |         |
| 2023年10月11日 | For My Dear     |         |

### その他のソロ曲
| 発売日         | 曲名           | 収録作品                                                   |
| 伶 名義        | 伶 名義        | 伶 名義                                                    |
| -------------- | -------------- | ---------------------------------------------------------- |
| 2021年11月26日 | 散る散る満ちる | V.A.『昨日より赤く明日より青く -CINEMA FIGHTERS project-』 |

### 参加作品
| 発売日         | 曲名                                               | 収録作品                        |
| -------------- | -------------------------------------------------- | ------------------------------- |
| 2013年3月13日  | LOVE OR LUST                                       | BREATHE『Lovers' Voices』       |
| 2013年8月14日  | あの日のさよなら feat. 鷲尾伶菜 (Flower / E-girls) | DJ DECKSTREAM『DECKSTREAM.JP』  |
| 2014年3月26日  | d.w.m / m-flo + Reina Washio (Flower / E-girls)    | m-flo『FUTURE IS WOW』          |
| 2018年6月20日  | Dear My Friend feat. 鷲尾伶菜 (E-girls / Flower)   | MACO『BEST LOVE MACO』          |
| 2021年12月29日 | Labyrinth feat. 伶                                 | The Burning Deadwoods『T.B.D.』 |

### 作詞・作曲
| 発売日        | 曲名 | 収録作品    |
| ------------- | ---- | ----------- |
| 2019年3月27日 | F    | Flower『F』 |

## タイアップ
| 曲名                     | タイアップ                                                        |
| ------------------------ | ----------------------------------------------------------------- |
| Call Me Sick             | 映画『小説の神様 君としか描けない物語』主題歌                     |
| こんな世界にしたのは誰だ | 映画『小説の神様 君としか描けない物語』挿入歌                     |
| 散る散る満ちる           | 映画『怪談満月蛤坂』主題歌                                        |
| Butterfly                | 動画、はじめてみました × TELASA共同ドラマ『お前によろしく』主題歌 |
| So Addictive             | テレビ東京系ドラマ『夫を社会的に抹殺する5つの方法』主題歌         |
| DiZZY                    | テレビアニメ『傷だらけ聖女より報復をこめて』オープニングテーマ    |

## ライブ

### 単独
- rei "the first" Billboard Live 2021[22]
  - 7月22日：ビルボードライブ大阪
  - 7月29日：ビルボードライブ横浜
  - 10月23日、10月24日：ビルボードライブ東京

- 伶 Billboard Live 2022 the f"rei"vor
  - 8月22日：ビルボードライブ大阪
  - 9月02日：ビルボードライブ東京
  - 10月15日：ビルボードライブ横浜

- Reina Washio SPECIAL REQUEST LIVE（2023年）[23]
  - 7月21日：Zepp Osaka Bayside
  - 7月24日：KT Zepp Yokohama（佐藤晴美がサプライズ出演[24]。）
- Reina Washio Billboard Live（2023年）[25]
  - 11月07日：ビルボードライブ大阪
  - 11月13日、11月14日：ビルボードライブ東京
  - 11月16日：ビルボードライブ横浜

### 参加
- m-flo TOUR 2014 "FUTURE IS WOW"[10]

## 出演

### 声優
- 金田一少年の事件簿R「血溜之間殺人事件」（2015年10月31日・11月7日[26]、読売テレビ） - 天元花織 役[27]

### ラジオ
- AVALON（2017年11月 - 2019年3月、J-WAVE） - 週替わりナビゲーター[28]

### 配信番組
- 今日、好きになりました。（2019年7月 - 2021年9月 、ABEMA） - 恋愛見届け人
  - 明日も好きでいて、いいですか?（2021年8月 - 2022年1月）[29][30]

### イベント
- Girls Award 2012 AUTUMN/WINTER（2012年11月8日、国立代々木競技場第一体育館）[31]
- 始球式 - 東京ヤクルトスワローズ対読売ジャイアンツ : ローソン おさいふPontaナイター（2016年9月9日、明治神宮野球場）[32][33]

### その他
- 『Tomorrow』アラウンド・ザ・ワールド・クリップ（2015年）[34]
- 肥前さが幕末維新博覧会 応援メンバー「肥前さがFAN」（2018年）